# Papier frais
 (novembre 2022).
Si vous disposez d'ouvrages ou d'articles de référence ou si vous connaissez des sites web de qualité traitant du thème abordé ici, merci de compléter l'article en donnant les références utiles à sa vérifiabilité et en les liant à la section « Notes et références ».
Le papier frais désigne dans la filière de la presse écrite française, la presse qui vient de sortir de l'imprimerie. Dans le même esprit on parle de nouvelles fraiches.

## La périssabilité de la presse
Cette formule souligne la périssabilité de la presse écrite et notamment de la presse quotidienne nationale et de la presse quotidienne régionale, dont la durée de vie est de seulement un jour. Peu de produits ont une durée de vie commerciale  aussi courte.
Cela implique pour la presse quotidienne une conception, une fabrication, une distribution et une vente dans des conditions très particulières.

## Les invendus
La presse écrite, et notamment la presse quotidienne, passe donc très vite du stade de papier frais au stade de papier invendu. Les invendus seront retirés de la vente et comptabilisés avant d'être remis à l'éditeur ou vendus aux vieux papiers.